# Gerardo Olivares James
Gerardo Olivares James (Ceuta, 8 de julio de 1930) es un arquitecto español.

## Biografía
Aunque nacido en Ceuta, a los pocos años sus padres se trasladan a Córdoba y hace sus primeros estudio en el colegio Cultura Española y más tarde en el Instituto de Segunda Enseñanza Luis de Góngora, situado en la plaza de las Tendillas. En 1947 se traslada a Madrid donde estudia la carrera de arquitectura. Es padre del director de cine Gerardo Olivares.
Al finalizar los estudios regresa a Córdoba y son innumerables las obras que llevan su firma.

## Obra
En Córdoba, es autor de la mayoría de las obras realizadas en la antigua Universidad Laboral para convertirla en el actual campus de Rabanales. Ha proyectado el edificio de la nueva facultad de Veterinaria, un aulario en el campus de Rabanales para 2500 alumnos, una zona deportiva con dos campos de fútbol, campo de rugby, piscina cubierta, piscina olímpica, polideportivo, un edificio para la investigación avanzada, la biblioteca central de la Universidad de Córdoba, etc. También se ha encargado de la ampliación de las facultades de Derecho, de Medicina y Filosofía y Letras y la remodelación de la plaza de las Tendillas, inaugurada en 1999.
Otras obras de interés son el Palacio de Congresos de Torremolinos, el edificio de oficinas de la plaza Castelar en Madrid, la ampliación del antiguo ministerio de Marina en el Paseo del Prado y el emblemático edificio cordobés, sede central de la Caja Provincial de Ahorros de Córdoba, después Cajasur (estos en colaboración con el arquitecto Rafael de la Hoz Arderius, con el que trabajó 20 años).
En Córdoba también proyectó el Centro Comercial Zoco, con más de 40.000m2, la adaptación de la antigua casa de la maternidad en Palacio de Congresos, la nueva Filmoteca de Andalucía, viviendas, chalets, y 2 hoteles en Córdoba y Sevilla, entre otros.
Uno de sus últimos proyectos ha sido la rehabilitación y ampliación de la antigua facultad de Veterinaria de Córdoba para destinarla a nueva sede del Rectorado de la Universidad de Córdoba, inaugurado por los Príncipes de Asturias a principios de 2008.